# Ħamrun
Hamrun (en maltés Ħamrun) es un consejo local y una ciudad en la región de Inner Harbour en Malta, con una población de 11.195 habitantes (1995). 
Los aldeanos son tradicionalmente conocidos como Tas-Sikkina (que literalmente significa "del cuchillo" o "los que llevan un cuchillo"). Esta denominación se deriva de suponer que un número considerable de aldeanos solían trabajar como estibadores en los muelles y, por tanto, llevaban un cuchillo en todo momento.

## Educación
Ħamrun tiene la mayor concentración de escuelas de Malta. Las escuelas más antiguas de Hamrun son las escuelas primarias públicas. La fundación de la primera escuela primaria se remonta a mediados del siglo XVIII. Las puertas de la escuela están adornadas por bustos de la reina Victoria y el príncipe Alberto. La otra escuela primaria fue construida a principios de los años 1920. 
Maria Regina Girls' Junior Lyceum es una gran escuela primaria de niñas construía a finales del decenio de 1950. 
Dun Guzepp Zammit Brighella Boys' Junior Lyceum tiene sus orígenes en los años 1950. El escudo de la escuela aún tiene parte del escudo de armas del obispo Garagallo que fue obispo de Malta. Originalmente, el liceo se encontraba en La Valeta. El edificio actual fue construido a principios de 1950. 
Maria Assunta Girls' Secondary School es una de las mayores escuelas de Malta. Esta escuela fue construida en la década de 1960 con la ayuda de la UNESCO. 

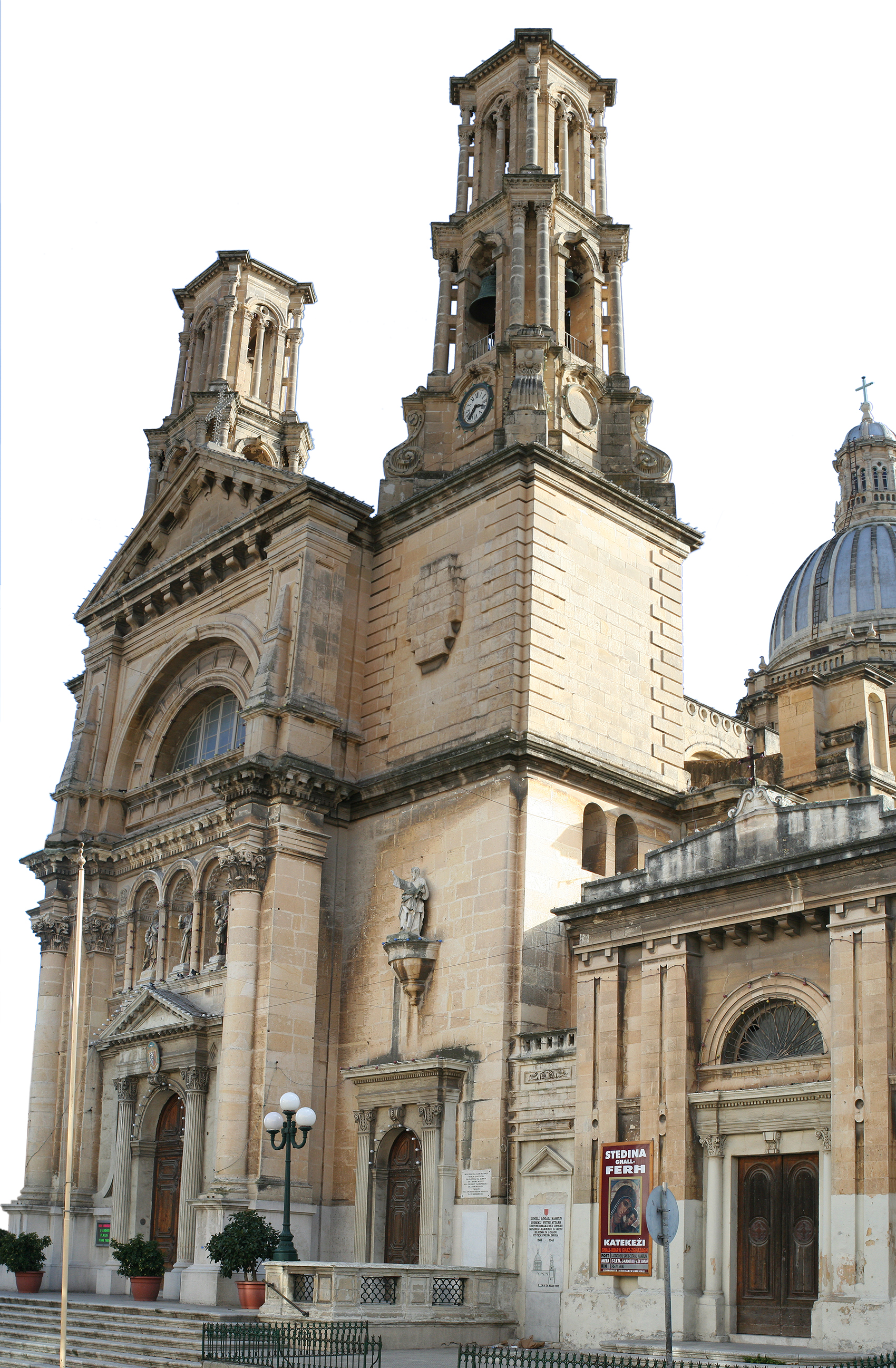
Iglesia de Ħamrun.

Adelaide Cini Girls's School era otra escuela de niñas que se cerró hace pocos años. Hoy en día el mismo edificio alberga la ubicación temporal para los alumnos que finalmente se van al MA Vassalli Junior Lyceum. 
Maria Teresa Nuzzo Girls' School era una escuela que se utilizaba para atender a las niñas de escasa capacidad intelectual de edades comprendidas entre los 11 y 16 años. Esta escuela está situada en las mismas instalaciones de la escuela primaria construida en la década de 1920. La población estudiantil era de aproximadamente 100, esta escuela fue cerrada en 2005. 
Our Lady Immaculate Girls' School es una escuela religiosa en la que atienden a partir de la edad de 4 años y hasta los 16. Esta escuela está administrada por las Hermanas Franciscanas. En esta escuela hay casi 700 alumnos. 
St. Joseph's Girls School es otra escuela de la iglesia que atiende a estudiantes desde la edad de 4 años hasta los 16.

## Deportes
Ħamrun también es famosa por su club de fútbol, los Ħamrun espartanos. Su estadio es el Estadio Víctor Tesesco, un estadio de primera división utilizado para más deportes. 
Otros dos equipos importantes son los de la Libertad Ħamrun que juegan al baloncesto, y Ħamrun Kavallieri (Ħamrun Cavalliers) que juegan al rugby.

## Barrios de Ħamrun
- Blata l-Bajda (White Rock)
- Tad-Duluri (Distrito de Nuestra Señora de los Dolores)
- Tas-Samra (Distrito de Nuestra Señora de Atocha)
- Kuncizzjoni (Distrito de la Inmaculada Concepción)

## Plazas y jardines
- Pjazza San Pawl (la Plaza de San Pablo)
- Pjazza Kappillan Muscat
- Misraħ is-Sebgħa ta’ Ġunju 1919 (Plaza del 7 de junio de 1919)
- Misraħ il-Vittmi Ħamruniżi (Plaza de las Víctimas)
- Ġnien Oreste Kirkop (Jardín Oreste Kirkop)

## Transportes
Ħamrun puede jactarse de que varios servicios de transporte histórico pasan a través de la ciudad. El más notable de los medios de transporte que se utilizaban para pasar por Ħamrun fue el tren o il-vapur ta 'l-arte. Hoy la antigua estación de tren se utiliza como sede del Ħamrun Scout Group, que es uno de los grupos de scouts más antiguos del mundo. Otro servicio de transporte que utiliza para pasar a través de la ciudad es el Tranvía. 
Ħamrun no tiene una terminal de autobuses, pero dispone de algunos servicios de autobús como son las líneas: 71, 74, 75, 80, 81, 84, 87, 88, 89, 90, 91, 157, 159, 890. 

## Ciudades hermanadas
- Scilla, Italia